# The Carolina Chocolate Drops
The Carolina Chocolate Drops es un grupo musical de estilo antiguo de Durham, Carolina del Norte. Su álbum de 2010, Genuine Negro Jig, ganó el premio Grammy al Mejor Álbum de Folk Tradicional en la 53.ª Entrega Anual de los Premios Grammy, y fue el número 9 en los 10 mejores álbumes de 2010.

## Trayectoria
Formado en noviembre de 2005, tras la asistencia de los miembros al primer Black Banjo Gathering, celebrado en Boone, Carolina del Norte, en abril de 2005, el grupo surgió del éxito de Sankofa Strings, un conjunto que contó con Dom Flemons en los huesos, jarra, guitarra y banjo de cuatro cuerdas, Rhiannon Giddens en el banjo y el violín y Súle Greg Wilson en el bodhrán, tabla de lavar, huesos, pandereta, banjo, banjolin y ukelele, con Justin Robinson como artista invitado ocasional. Todas las voces compartidas. El propósito de Sankofa Strings era presentar una amplia gama de músicas afroamericanas: country y blues clásico, jazz temprano y "música caliente", números de bandas de cuerdas, canciones africanas y caribeñas. Los tres miembros originales de The Chocolate Drops: Giddens, Flemons y Robinson, tenían veintitantos años cuando el grupo se formó después de que Flemons se mudara de Phoenix (donde vivían él y Wilson), a Carolina del Norte, hogar de Giddens y Robinson. Wilson, casi una generación mayor que los otros Drops, apareció ocasionalmente con el grupo en 2010, incluidas las contribuciones a las grabaciones, Dona Got a Ramblin 'Mind, CCD y Joe Thompson, Heritage (con canciones seleccionadas de Sankofa Strings lanzadas de forma independiente en el CD, Coloured Aristocracy) y casi la mitad de Genuine Negro Jig. Todos los músicos cantan y tocan instrumentos como el banjo, violín, guitarra, armónica, caja, huesos, jarra y kazoo. El grupo aprendió gran parte de su repertorio, que se basa en la música tradicional de la región de Piedmont de Carolina del Norte y del Sur, del eminente violinista afroamericano Joe Thompson, aunque también interpretan versiones antiguas de algunas canciones modernas como el éxito de R&B de Blu Cantrell "Hit 'em Up Style (¡Ups! ) "
The Carolina Chocolate Drops han lanzado cinco CD y un EP y han abierto conciertos para Taj Mahal y, en 2011, para Bob Dylan. Han actuado en Mountain Stage, MerleFest y en la Convención de Mount Airy Fiddlers. Además, actuaron en A Prairie Home Companion, Fresh Air y BBC Radio a principios de 2010, y en el Bonnaroo Music Festival de 2010 en Manchester, Tennessee, y en el Romp de 2011, en Owensboro, Kentucky . El 17 de enero de 2012 aparecieron en vivo en BBC Radio 3. Han actuado en el Grand Ole Opry varias veces. También han actuado en el programa de televisión de la BBC del Reino Unido, Later ... with Jools Holland.

El 7 de febrero de 2011, la banda anunció que el beatboxer Adam Matta y el multiinstrumentista Hubby Jenkins se unirían a la banda, mientras que Justin Robinson se marcharía. A principios de 2012, anunciaron que la violonchelista de Nueva Orleans Leyla McCalla se uniría a la banda en su próxima gira. CCD contribuyó con una canción, "Political World", a la compilación de tributo a Bob Dylan, Chimes of Freedom (álbum) lanzado en enero de 2012. Su siguiente álbum, Leaving Eden, siguió poco después en febrero de 2012. En una entrevista, Jenkins dijo:
“Leaving Eden fue un álbum interesante porque [el violinista] Justin [Robinson] acababa de dejar el grupo, y ya habían decidido grabar con Buddy Miller, e incluso habían elegido las fechas de grabación. Fue un momento interesante para entrar, porque estaban listos para hacer cosas diferentes con los nuevos miembros. Así que fue un período de prueba de fuego".
Más tarde, en 2012, los Drops fueron nominados a numerosos premios por la Chicago Black Theatre Alliance por su trabajo en Keep a Song in Your Soul: The Roots of Black Vaudeville. Organizado por la Old Town School of Folk Music en Chicago, escrito por Lalenja Harrington (hermana de Rhiannon Giddens) y Sule Greg Wilson, y con el veterano hoofer Reggio MacLaughlin, y el pianista ragtime y MacArthur Fellow Reginald R. Robinson, el programa examinó las esperanzas y realidades, música y danzas de la Gran Migración.
También en 2012, Drops contribuyó con una canción, "Daughter's Lament", a la banda sonora de The Hunger Games.
En 2013, fueron nominados a un premio Blues Music Award por 'Artista acústico'.
También en 2013, los Drops contribuyeron con una canción, "Day of Liberty", al álbum de dos CD ' Divided &amp; United.
El 12 de noviembre de 2013, Chocolate Drops anunció que Dom Flemons se marchaba para embarcarse en su propia carrera en solitario, y presentó a dos nuevos miembros: el violonchelista Malcolm Parson y el multiinstrumentista Rowan Corbett.
En 2014, Chocolate Drops trabajó con la coreógrafa Twyla Tharp y los bailarines Robert Fairchild y Tiler Peck para crear Cornbread Duet. 
En 2014, el grupo dejó de actuar juntos con regularidad, y los miembros han realizado trabajos en solitario y otros proyectos desde entonces. Jenkins dejó la banda en 2016. Rhiannon Giddens ha lanzado varias grabaciones en solitario y recientemente fue nombrada directora artística del Silk Road Project.

## Miembros
Actuales
- Rhiannon Giddens: banjo de 5 cuerdas, baile, violín, kazoo, voz
- Rowan Corbett: guitarra, huesos, caja, cajón, djembé
- Malcolm Parson: violonchelo, melódica

Anteriores
- Dom Flemons: banjo de 4 cuerdas, guitarra, jarra, armónica, kazoo, caja, huesos, púas, voz
- Hubby Jenkins: Guitarra, mandolina, banjo de 5 cuerdas, huesos, voz
- Adam Matta: Beatbox, pandereta
- Leyla McCalla: violonchelo, banjo tenor, voz
- Justin Robinson: violín, jarra, beatbox, baile, voz
- Súle Greg Wilson: banjo de 5 cuerdas, banjolin, bodhrán, pinceles, huesos, danza, calabaza, kazoo, pandereta, ukelele, voz, tabla de lavar

## Discografía

### Álbumes
| Título                                                                                               | Detalles del álbum                                                           | Posiciones pico en la tabla | Posiciones pico en la tabla | Posiciones pico en la tabla | Posiciones pico en la tabla |
| Título                                                                                               | Detalles del álbum                                                           | US                          | EE. UU. GRASS               | Folk de EE. UU.             | EE. UU. HEAT                |
| --- | ---------------------------------------------------------------------------- | --------------------------- | --------------------------- | --------------------------- | --------------------------- |
| Dona tiene una mente errante                                                                         | - Fecha de lanzamiento: 12 de septiembre de 2006 - Discográfica: Music Maker | -                           | -                           | -                           | -                           |
| Banda sonora de The Great Debaters <br /> (con Alvin Youngblood Hart, Sharon Jones y Teenie Hodges ) | - Fecha de lanzamiento: 11 de diciembre de 2007 - Discográfica: Atlantic     | -                           | -                           | -                           | -                           |
| Herencia                                                                                             | - Fecha de lanzamiento: 18 de febrero de 2008 - Discográfica: Dixiefrog      | -                           | -                           | -                           | -                           |
| Carolina Chocolate Drops y Joe Thompson <br /> (grabado en vivo en MerleFest, 25 de abril de 2008)   | - Fecha de lanzamiento: 26 de mayo de 2009 - Discográfica: Music Maker       | -                           | -                           | -                           | -                           |
| Genuine Negro Jig                                                                                    | - Fecha de lanzamiento: 16 de febrero de 2010 - Discográfica: Nonesuch       | 150                         | 1                           | 2                           | 2                           |
| Luminescent Orchestrii EP                                                                            | - Fecha de lanzamiento: 25 de enero de 2011 - Discográfica: Nonesuch         | -                           | 3                           | 11                          | 32                          |
| Dejando el Edén                                                                                      | - Fecha de lanzamiento: 24 de febrero de 2012 - Discográfica: Nonesuch       | 123                         | 1                           | 6                           | 2                           |
| "-" indica lanzamientos que no se registraron                                                        |                                                                              |                             |                             |                             |                             |